# Gilbert Simondon
Gilbert Simondon (Saint-Étienne, 2 ottobre 1924 – Palaiseau, 7 febbraio 1989) è stato un filosofo francese. La sua opera, che si colloca essenzialmente tra gli anni cinquanta e settanta del XX secolo, partendo dal problema dell'individuazione, tratta principalmente dell'uomo come vivente e della centralità filosofica e politica del problema della tecnica.

## Biografia
Il giovane Gilbert Simondon studia al liceo di Saint-Étienne. In seguito, al liceo di Lione, prepara il concorso per l'École normale supérieure di Parigi, dove viene ammesso nel 1944. A Parigi segue i corsi di Martial Guéroult, Maurice Merleau-Ponty, Jean Hyppolite, Georges Canguilhem, Jean-Toussaint Desanti. Simondon ottiene l'abilitazione (agrégation) in filosofia nel 1948 e viene nominato professore al liceo Descartes di Tours, dove insegna filosofia dal 1948 al 1955, istituendo anche un piccolo laboratorio di fisica e tecnologia. In seguito assume un incarico alla facoltà di lettere di Poitiers (1955-1963), inizialmente come assistente e in seguito, dopo aver sostenuto la sua tesi di dottorato L'individuation à la lumière des notions de forme et d'information (1958), come professore. Nello stesso periodo tiene anche dei corsi all'Università di Lione. Nel 1963 viene nominato professore di psicologia generale alla Sorbona, dove fonda il laboratorio di psicologia generale e tecnologia (1963-1983).

## Pensiero
La filosofia di Simondon nasce da interessi di tipo scientifico e filosofico mutuati da un originale intreccio tra la scuola fenomenologica di Maurice Merleau-Ponty, la tradizione epistemologica a cui appartiene Georges Canguilhem, suo ‘‘directeur de thèse‘‘, e la nascente cibernetica di Norbert Wiener. Il tutto sullo sfondo di un'imponente cultura classica e scientifica di matrice bergsoniana e bachelardiana. L'opera più nota e sulla quale si sono finora maggiormente concentrati gli sforzi degli interpreti è la sua tesi di dottorato L'individuazione alla luce delle nozioni di forma e informazione (1958), dove dominano i concetti di individuazione, metastabilità, trasduzione e transindividuale.

## Interesse per la sua opera
L'interesse per la sua opera è quasi del tutto postumo. Se si eccettua Gilles Deleuze, che fin dagli anni '60 ne recensì entusiasticamente L'individuo e la sua genesi fisica e biologica (cfr. in L'isola deserta e altri scritti) e che in Logica del senso vi si riferisce ampiamente, dimostrando quanto abbia influenzato il suo pensiero, la filosofia di Simondon è una riscoperta piuttosto recente. Nonostante una certa notorietà, presso i filosofi della tecnica e gli epistemologi, dovuta alla sua tesi complementare di dottorato Del modo d'esistere degli oggetti tecnici (1958), solo a partire dal 2000, grazie a Bernard Stiegler in Francia e a Paolo Virno in Italia, Simondon diviene noto al grande pubblico e ha inizio l'attività di ripubblicazione di molti sui scritti e seminari inediti, tuttora in corso.

### Opere
- Du mode d'existence des objets techniques, Aubier, 1958; ed. ampliata nel 1989 (trad. Del modo di esistenza degli oggetti tecnici, Orthotes, 2021).
- L'individu et sa genèse physico-biologique, Jérôme Millon, 1995.
- L'individuation psychique et collective, Aubier, 1989 (trad. L'individuazione psichica e collettiva (a cura di P. Virno), Roma, DeriveApprodi, 2001) 
  - Le due opere sono raccolte nell'edizione integrale (con l'aggiunta di una sezione sulla Histoire de la notion d'individu) della sua tesi di dottorato: L'individuation à la lumière des notions de formes et d'information, Jérôme Millon, 2005 (trad. L' individuazione alla luce delle nozioni di forma e di informazione, Mimesis, 2011)
- « L'effet de halo en matière technique : vers une stratégie de la publicité », in Cahiers de l'I.S.E.A., (Serie M, 7).
- « La Perception de longue durée », in Journal de psychologie, 1969-1970.
- Deux leçons sur l'animal et l'homme, Ellipses, 2004.
- L'invention dans les techniques. Cours et conférences, Seuil, 2005.
- Cours sur la Perception (1964-1965), Chatou, Éditions de La Transparence, 2006.
- Imagination et Invention (1965-1966), Chatou, Éditions de La Transparence, 2008.
- Communication et Information. Cours et Conférences, Chatou, Éditions de La Transparence, 2010.
- Sur la technique, Paris, P.U.F., 2014 (trad. Sulla tecnica, Orthotes, 2017).
- Entretien sur la mécanologie (YouTube): intervista a Gilbert Simondon di Jean Le Moyne (1968)
- Entretien sur la mécanologie: trascrizione integrale in PDF[collegamento interrotto] presentata da Vincent Bontems